# 303

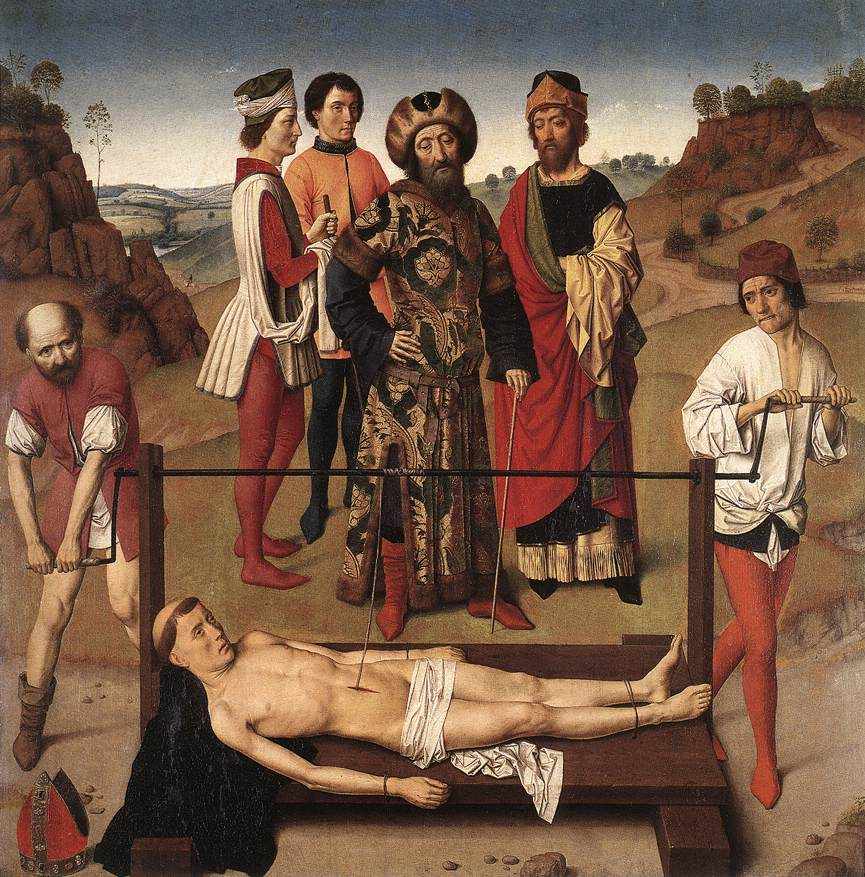
Marteldood van de Heilige Erasmus (1458)

Het jaar 303 is het 3e jaar in de 4e eeuw volgens de christelijke jaartelling.

## Gebeurtenissen
- 24 februari - Een decreet van keizer Diocletianus verbiedt samenkomsten van christenen. Het christendom wordt officieel verboden in het Romeinse Rijk. Kerken moeten worden afgebroken, bijbels verbrand en christenen wordt iedere wettelijke status ontzegd. De vervolging is erger in het Oosten dan het Westen, vanwege dat Galerius daar de scepter zwaait. Zie Christenvervolgingen door Diocletianus, Galerius en Maximinus
- Erasmus van Formiae, bisschop van Formia, wordt berecht en doodgefolterd. Zijn beulen binden hem vast op een pijnbank en snijden levend zijn buik open. Met een windas worden zijn dunne en dikke darm langzaam verwijderd.
- De Batavier Aurelius Ianuaris is dux (legercommandant) in Pannonia. Dit is de oudst bekende vermelding van een Germaan als Romeins legercommandant.
- Onthoofding van de christenartsen Cosmas en Damianus.

## Geboren
- Wang Xizhi - Chinese kalligraaf (overleden 361)

## Overleden
- 23 april - Sint Joris, martelaar en heilige
- Pantaleon, martelaar en heilige
- Cosmas en Damianus, martelaars en heiligen
- Erasmus van Formiae, bisschop van Formia
- Lucia van Syracuse, martelaar en heilige (of 304)
- Andere heiligen die in 303 de marteldood stierven:
  - Abundius van Umbrië
  - Agatha van Nicomedië
  - Astericus van Cilicia
  - Beatrix, Simplicius en Faustinus
  - Cassius
  - Claudius van Cilicia
  - Cyrilius, patriarch van Antiochië
  - Devota (van Ajaccio)
  - Dorothea van Cappadocië
  - Eutropia van Palmyra
  - Felix en Adauctus
  - Firmina van Amelia
  - Firminus, bisschop van Amiens
  - Florentius
  - Foy van Conques
  - Genesius van Rome
  - Glycerius van Nicomedië
  - Julitta
  - Justus van Triëst
  - Leonis
  - Libya van Palmyra
  - Marciana
  - Nathalia van Nicomedië
  - Neon van Cilicia
  - Raïssa van Alexandrië
  - Sabinus van Spoleto
  - Saturninus
  - Sergius en Bacchus
  - Sisinus
  - Theodora van Alexandrië
  - Victor van Nicomedia
  - Victor Maurus
  - Victoria van Rome
  - Vitus
  - Zeno van Nicomedië